# 4128 UKSTU
A 4128 UKSTU (ideiglenes jelöléssel 1988 BM5) a Naprendszer kisbolygóövében található aszteroida. Robert H. McNaught fedezte fel 1988. január 28-án.